# Mistrz Naumburski

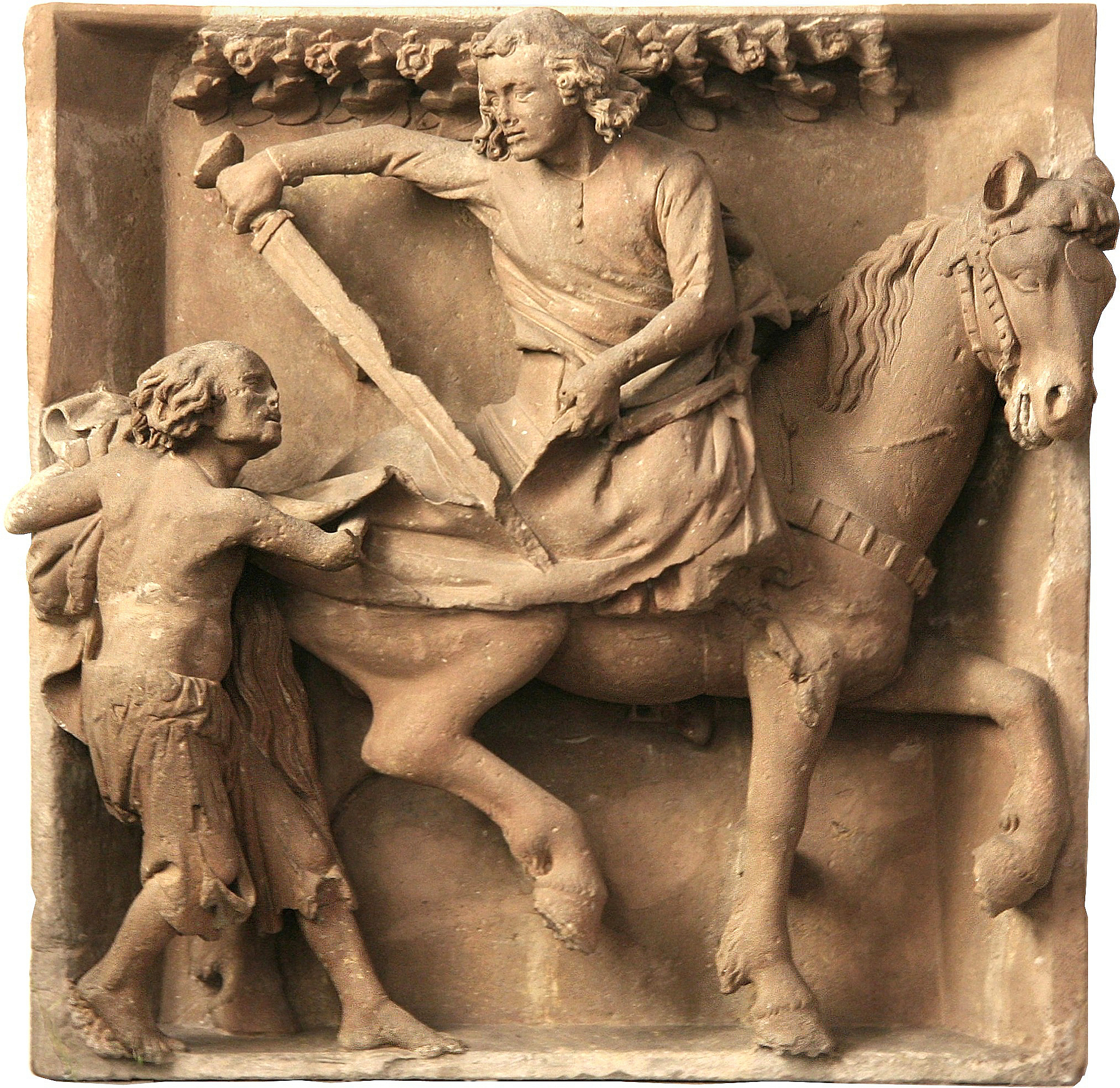
Jeździec z Bassenheim, ok. 1230

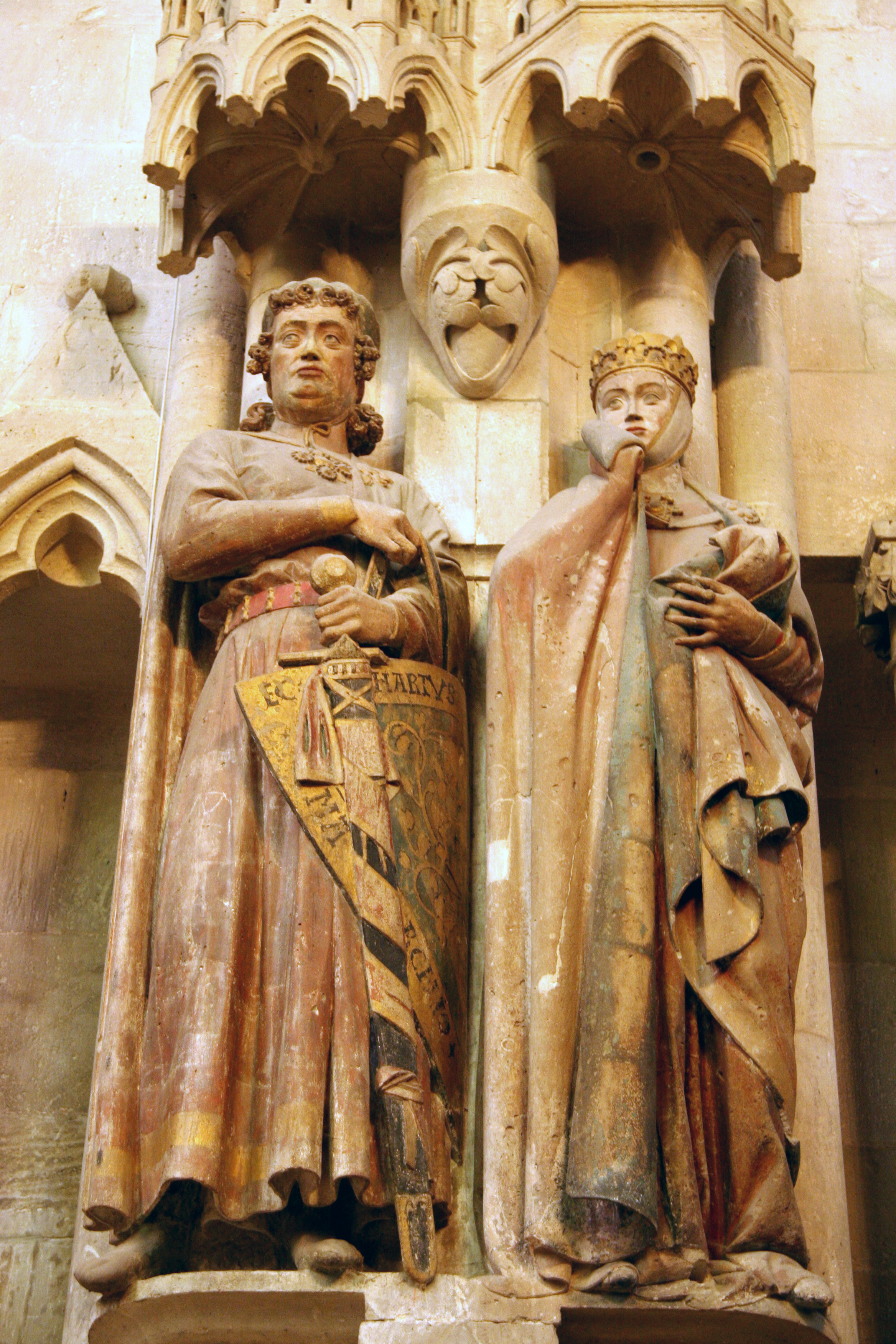
Ekkehard II i Uta von Ballenstedt – figury z katedry w Naumburgu

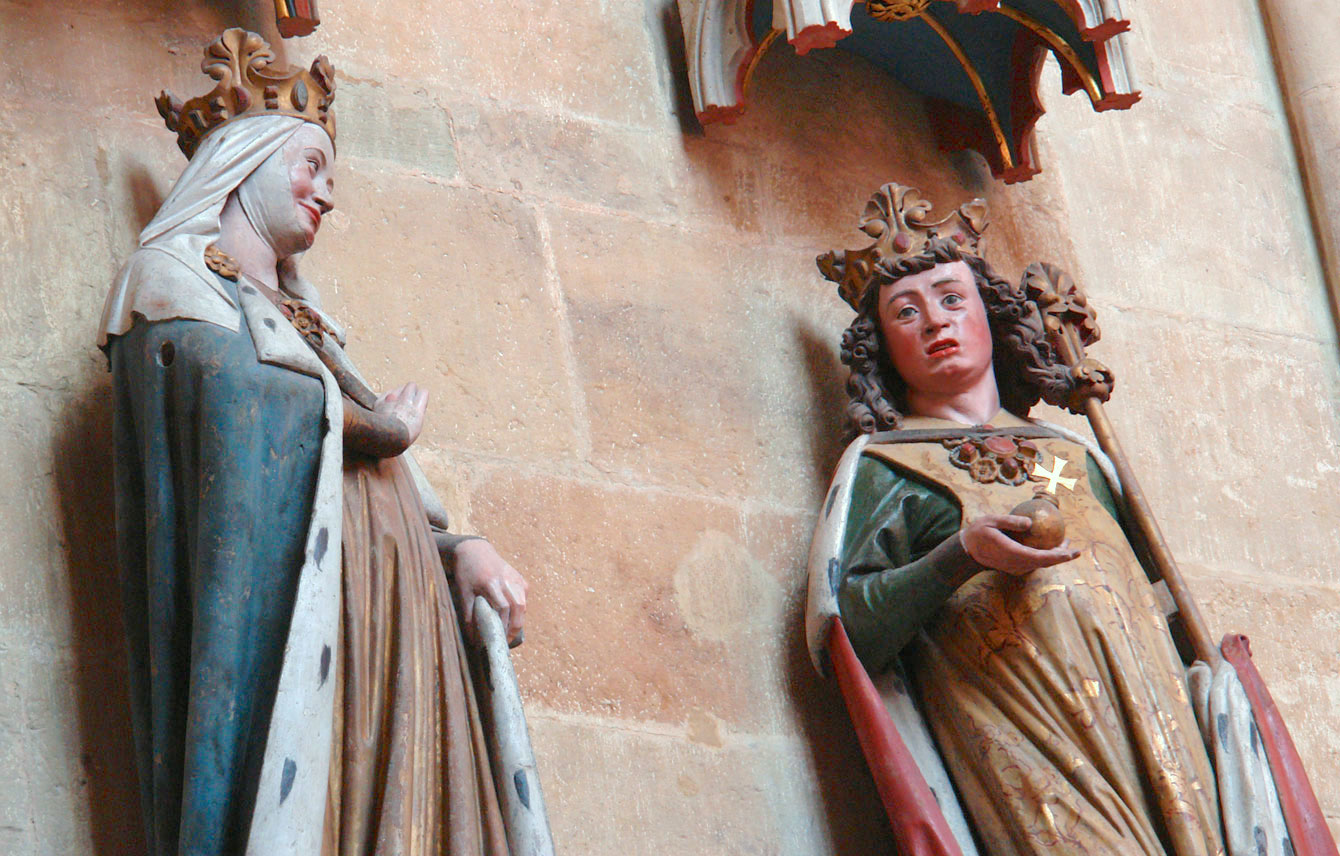
Otton I Wielki i Adelajda Burgundzka – rzeźby z prezbiterium katedry w Miśni, po 1260

Mistrz Naumburski, Mistrz z Naumburga albo Mistrz Figur Naumburskich (niem. Naumburger Meister) – anonimowy rzeźbiarz (lub grupa rzeźbiarzy) działających w okresie gotyku, od około 1230-1260 roku.

## Życiorys
Działał w połowie XIII wieku (lata ok. 1225–1260). Artysta był ściśle związany z warsztatem lub zespołem rzeźbiarzy i kamieniarzy działających na terenie Francji i Rzeszy Niemieckiej. Jego twórczość wiąże się z rozwojem plastyki na przełomie faz wczesnego i dojrzałego gotyku. Autor m.in. rzeźb i reliefów, m.in. w katedrach w Moguncji, Naumburgu i Miśni.
Przypuszczalnie Mistrz Naumburski wraz z warsztatem wykonywali swoje wczesne dzieła od około 1225 we Francji. Z jego udziałem mogły powstać niektóre dekoracje rzeźbiarskie katedry w Reims, następnie po rozproszeniu pracujących tam rzeźbiarzy, działał przy dekoracji zamku w Coucy, katedry w Noyon a następnie w Metzu. Swoje główne dzieła stworzył na terenie Rzeszy. Od 1230 działał w Moguncji, wykonując zachodnią przegrodę chórową tamtejszej katedry św. Marcina, z której do dziś zachowały się fragmenty. Są to m.in. elementy Sądu Ostatecznego zdobiącego balustradę (grupa zbawionych i potępionych) i wimpergę portalu prowadzącego do chóru zachodniego katedry, na której znalazło się przedstawienie Deesis. Ponadto zachowały się pojedyncze fragmenty – głowy postaci (m.in. „głowa z opaską”), fragmenty baldachimów itp. Przegroda po obradach Soboru Trydenckiego została wyburzona, zaś odnalezione później fragmenty z rzeźbami Mistrza obecnie są prezentowane w przykatedralnym muzeum. Z wczesnego okresu pobytu Mistrza Naumburskiego pochodzi relief z przedstawieniem św. Marcina, znany jako Jeździec z Bassenheim, związany z twórczością okresu mogunckiego.
Kolejnymi miejscami i dziełami wiązanymi z Mistrzem Naumburskim i jego kręgiem są Gelnhausen (przegroda chórowa w kolegiacie NMP) i Merseburg (nagrobek rycerza w tamtejszej katedrze). Od około 1240 do 1260 artysta wraz z grupą rzeźbiarzy wykonywali elementy wystroju katedry w Naumburgu, przede wszystkim posągi dobrodziejów katedry (m.in. Ekkharda i Uty oraz Hermanna I i Regelindy) oraz dekorację zachodniej przegrody chórowej, w tym złożony z sześciu scen figuralnych cykl Pasji i Grupa Ukrzyżowania, zdobiąca portal wejściowy. W tejże samej świątyni, we wschodnim chórze wykonano nagrobek biskupa Dietricha oraz pełnoplastyczną figurę diakona trzymającego pulpit na księgę. Ostatnim miejscem, gdzie działał warsztat Mistrza Naumburskiego zapewne była Miśnia, gdzie wykonano siedem rzeźb dla tamtejszej katedry św. Jana i Donata (m.in. postaci Ottona I i jego żony Adelajdy).
Styl Mistrza Naumburskiego wskazuje, iż rzeźbiarz miał do czynienia z dekoracją plastyczną wielkich katedr Francji (m.in. w Amiens, Reims, Laon, Metz, Strasburgu). Rzeźbił przede wszystkim figury postaci duchownych i świeckich, często naturalnej wielkości, nadając im cechy indywidualne. Ściśle, nieraz wręcz organicznie dopasowywał elementy plastyczne ze strukturą architektoniczną, cytował np. w dekoracjach baldachimów formy czysto architektoniczne. Opierał się na realistycznej percepcji postaci, nie rezygnując jednocześnie z pewnego wyrazu uduchowienia i szlachetnego patosu na twarzach, upozowania i gestykulacji. Oprócz dzieł pełnoplastycznych wykonywał reliefy i niewykluczone że także elementy roślinne i ornamentalne zdobiące m.in. kapitele kolumn, charakteryzujące się wyjątkowym wówczas realizmem i naturalizmem. Ukształtowany we Francji i Rzeszy gotycki realizm XIII wieku którego reprezentantami są Mistrz Naumburski z jego strzechą wywarł silny wpływ na rzeźbę w Anglii (Southwell), Hiszpanii (Burgos), a w mniejszym stopniu na Śląsk (np. figura Salomei Głogowskiej).